# لانرئوتاید
لانرئوتاید (انگلیسی: Lanreotide) یا سوماتولین یک داروی تجویزی در مدیریت درمان آکرومگالی و همچنین مدیریت علائم تومورهای نورواندوکرین، به ویژه سندرم کارسینوئید است. این دارو یک آنالوگ ساختاری سوماتواستاتین (همچون داروی اوکتروتاید) است.
لانرئوتاید (به صورت لانرئوتاید استات) توسط شرکت دارویی ایپسن تولید می‌شود. این دارو در چندین کشور از جمله بریتانیا، استرالیا و کانادا موجود است و در ۳۰ اوت ۲۰۰۷ توسط سازمان غذا و داروی آمریکا (FDA) برای فروش در ایالات متحده آمریکا تأیید شد.
برخی عوارض ناخواسته دارویی لانرئوتاید عبارتند از: درد ملایم تا متوسط در محل تزریق، اختلالات دستگاه گوارش مثل تهوع، استفراغ و اسهال و در صورت مصرف درازمدت سنگ کیسه صفرا.